# Wedge Tomb von Moylisha

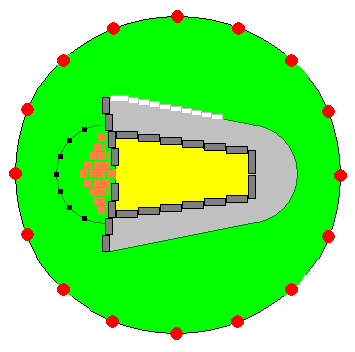
Prinzipskizze Wedge Tomb am Beispiel von Island

Das Wedge-Tomb von Moylisha (auch Labbanasighe (irisch Leaba na Saidhe) oder „Bed of the Fairies“ (deutsch „Feenbett“) genannt) liegt im Townland Moylisha (irisch Maoilise) bei Shillelagh, im äußersten Südwesten des County Wicklow in Irland. Wedge Tombs (deutsch „Keilgräber“), früher auch „wedge-shaped gallery grave“ genannt, sind Megalithanlagen der späten Jungsteinzeit und der frühen Bronzezeit (2500–2000 v. Chr.) und typisch für die Westhälfte Irlands.

## Beschreibung
Das Wedge Tomb liegt in einem Steinhügel, der ursprünglich etwa 1,5 m hoch und 42 Meter lang war. Es besteht aus einer kurzen Vorkammer und, durch eine Platte separiert, einer längeren trapezoiden Hauptkammer, die sich, völlig unüblich, entgegen der sonstigen Bauform, zum Ende hin erweitert. Um die etwa 7,5 m lange Kammer ist die U-förmige Steinsetzung erhalten. Ein einzelner Deckstein liegt in der Kammer.
Während der Ausgrabung im Jahr 1937 wurden Knochen, zwei Hälften einer Gussform aus Sandstein für eine bronze Speerspitze an der Basis des Steinhaufen an der Ostseite und Scherben grober Keramik gefunden. Es ist ein irisches National Monument.